# Championnat de Croatie de hockey sur glace
Le Championnat de Croatie de hockey sur glace est la plus haute ligue de hockey sur glace en Croatie. La ligue existe depuis 1991 et compte depuis ses débuts un maximum de quatre équipes.

## Historique
Avant 1991, les équipes disputaient le championnat de Yougoslavie. Le 25 juin 1991, à la suite des premières élections multipartites de Croatie en 1990, la Croatie déclare son indépendance et un nouveau championnat est mis en place. Trois équipes de Zagreb font partie de la compétition : KHL Zagreb, KHL Medveščak et KHL Mladost Zagreb. Le remporte la première saison en remportant les six rencontres jouées.
Le HK INA Sisakrejoint le championnat pour la saison 1992-1993. Le HK termine en tête de la saison en ne concédant qu'une défaite mais des séries éliminatoires sont mises en place. Le HK remporte sa place en finale en battant l'équipe de Sisak et gagne un deuxième titre de champion en battant le KHL Mladost Zagreb sur le score de 8-0, 9-1 puis 12-0. La saison 1993-1994 voit une nouvelle victoire en finale des séries du HK Zagreb contre le KHL Medveščak.
Le KHL Medveščak décroche son premier titre de champion de Croatie en 1994-1995, aux dépens du HK qui est disqualifié de la finale pour avoir fait participer des joueurs slovaques non qualifiés dans son équipe. Après un nouveau titre du HK en 1995-1996, le club du KHL Medveščak remporte onze titres consécutifs avant de perdre en 2007-2008 contre Mladost qui gagne son premier titre depuis 1947. Medveščak redevient champion lors de la saison suivante et remporte tous les titres jusqu'en 2011-2012,.

## Palmarès
- 1991-1992 : KHL Zagreb
- 1992-1993 : KHL Zagreb
- 1993-1994 : KHL Zagreb
- 1994-1995 : KHL Medveščak
- 1995-1996 : KHL Zagreb
- 1996-1997 : KHL Medveščak
- 1997-1998 : KHL Medveščak
- 1998-1999 : KHL Medveščak
- 1999-2000 : KHL Medveščak
- 2000-2001 : KHL Medveščak
- 2001-2002 : KHL Medveščak
- 2002-2003 : KHL Medveščak
- 2003-2004 : KHL Medveščak
- 2004-2005 : KHL Medveščak
- 2005-2006 : KHL Medveščak
- 2006-2007 : KHL Medveščak
- 2007-2008 : Mladost Zagreb
- 2008-2009 : KHL Medveščak
- 2009-2010 : KHL Medveščak
- 2010-2011 : KHL Medveščak
- 2011-2012 : KHL Medveščak
- 2012-2013 : KHL Medveščak
- 2013-2014 : KHL Medveščak
- 2014-2015 : KHL Medveščak
- 2015-2016 : KHL Medveščak
- 2016-2017 : KHL Medveščak
- 2017-2018 : KHL Medveščak
- 2018-2019 : KHL Zagreb
- 2019-2020 : Compétition annulée
- 2020-2021 : Mladost Zagreb
- 2021-2022 : KHL Sisak
- 2022-2023 : KHL Zagreb
- 2023-2024 : KHL Sisak